# Sultani Makenga
Sultani Makenga, né le 25 décembre 1973 à Rutshuru, au Zaïre, est le chef militaire du Mouvement du 23 mars (M23), un groupe rebelle basé dans l'est de la République démocratique du Congo (RDC).
Dans les années 1990, Makenga combat pour le Front patriotique rwandais pendant la guerre civile rwandaise, et à partir de 1996, il participe à plusieurs rébellions qui œuvrent dans l'est de la RDC : l’Alliance des forces démocratiques pour la libération du Congo (AFDL), le Rassemblement congolais pour la démocratie (RCD), et la rébellion du Congrès national pour la défense du peuple (CNDP) mené par le général Laurent Nkunda.
En mai 2012, Sultana Makenga fait défection des Forces armées de la république démocratique du Congo. Il crée avec d'anciens dirigeants du CNDP et quelques centaines de soldats le M23, et lance une nouvelle rébellion dans le Nord-Kivu.
En novembre 2021, il déclenche une nouvelle insurrection avec le M23, et sous ses ordres la rébellion, avec le soutien du Rwanda, va prendre progressivement le contrôle de grands pans du Nord-Kivu, et de la ville de Goma en janvier 2025.

## Biographie

### Jeunesse
Sultani Emmanuel Makenga est né le 25 décembre 1973 à Rutshuru, dans la province du Nord-Kivu au Zaïre. Il grandit dans la partie nord de Bwito, dans le territoire de Rutshuru. Sa famille est issue de la communauté tutsie de Masisi.

### première carrière rebelle (1990-2012)
Au début des années 1990, Sultani Makenga rejoint le Front patriotique rwandais (FPR) , il combat pendant la guerre civile rwandaise,, et accède au grade de sergent dans l'armée rwandaise, un exploit inhabituel pour une recrue congolaise,.
Durant la première guerre du Congo (1996-1997), il participe à la rébellion de l’Alliance des forces démocratiques pour la libération du Congo (AFDL), qui renverse Mobutu en 1997, et aurait été emprisonné sur l’île d’Iwawa pendant plusieurs années, pour avoir refusé d’obéir aux ordres de ses supérieurs de l'AFDL,.
En 1998, durant la deuxième guerre du Congo (1998-2003), Makenga participe à l'Opération Kitona, sous le commandement de James Kabarebe. Au lendemain de cette opération, il devient commandant des opérations au Katanga.
En 2005, Makenga est basé à Rutshuru et sert comme commandant de bataillon au sein du Rassemblement congolais pour la démocratie (RCD). C'est à cette époque qu'il rejoint le Congrès national pour la défense du peuple (CNDP) du général Laurent Nkunda, dont il devient un des proches adjoints,.
Le 23 mars 2009, à la suite de la destitution de Nkunda par Bosco Ntaganda, un traité de paix est conclu entre le CNDP et le gouvernement de la république démocratique du Congo (RDC). L’accord prévoit entre autres l’intégration des forces armées du CNDP dans les Forces armées de la république démocratique du Congo (FARDC). Dans le cadre de cet accord, Sultani Makenga est nommé commandant adjoint des opérations du Sud-Kivu.

### Mouvement du 23 mars (2012-)
En avril 2012, en raison de l’incertitude quant à leur sort, d'anciens dirigeants du Congrès national pour la défense du peuple (CNDP) intégrés à l'armée congolaise, et quelques centaines de soldats, sous l'impulsion de Bosco Ntaganda, qui est sous le coup d'un mandat d'arrêt de la Cour pénale internationale, et pour lequel des rumeurs d'arrestations circulent, se mutinent,,,. Le 4 mai 2012, convaincu par Kigali, Sultana Makenga, dont les relations sont tendues avec Ntaganda depuis la destitution de Laurent Nkunda, fait défection des Forces armées de la république démocratique du Congo (FARDC), et rejoint avec ses officiers Ntaganda et sa rébellion qui sont retranchés dans une zone du Rutshuru à la frontière rwandaise.
Le 6 mai 2012, le Mouvement du 23 mars (M23) est créé, avec Sultani Makenga comme chef de la branche armée du nouveau groupe politico-militaire.
Le 13 novembre 2012, à la suite de la prise de Goma par le M23, des sanctions sont mises en place à son encontre par le Conseil de sécurité des Nations unies : gel de l’ensemble de ces avoirs, et interdiction de voyager.
Le 28 février 2013, Makenga, destitue Jean-Marie Runiga de la présidence du M23. Il l'accuse de soutenir le général Bosco Ntaganda, sous mandat d'arrêt de la cour pénale internationale (CPI). Cette destitution entraine une scission au sein du mouvement, suivi d'affrontements entre les pro Makenga et les pro Ntaganda (dirigée par Runiga), qui se soldent par la déroute de la faction de Runiga, qui se réfugient au Rwanda,.
Le 7 novembre 2013, après la défaite du M23 par l'armée congolaise soutenues par la brigade d’intervention de l'ONU, Makenga se rend avec des centaines de combattants du M23 dans le parc national de Mgahinga, en Ouganda,. Lui et ses troupes sont détenus dans un lieu secret.
Début 2017, il tente de relancer une guérilla en RDC avec 200 hommes. Ils échouent et certains de ses militants sont même recruté par le gouvernement ougandais pour écraser des protestations.
En novembre 2021, il lance une nouvelle insurrection avec le M23, et sous ses ordres la rébellion, avec le soutien du Rwanda, va prendre progressivement le contrôle de grands pans du Nord-Kivu, aboutissant en janvier 2025 à la prise de la ville de Goma.
Le 8 août 2024, Sultani Makenga est condamné par contumace à la peine de mort par un tribunal militaire de Kinshasa pour crimes de guerre, participation au M23 et trahison. Vingt-cinq autres personnes sont également reconnues coupables et subissent la même sentence. Ce verdict intervient à l'issue d'un procès ouvert fin juillet 2024, au cours duquel les accusés sont jugés pour leur implication dans les actions du M23 et de l'Alliance Fleuve Congo (AFC),.